# Parkinsonien
Die Parkinsonien (Parkinsonia) sind eine Pflanzengattung in der Unterfamilie der Johannisbrotgewächse (Caesalpinioideae) innerhalb der Familie der Hülsenfrüchtler (Fabaceae). Sie besitzt ein disjunktes Areal: die Arten sind in semiariden Regionen Afrikas und Amerikas beheimatet.

## Beschreibung

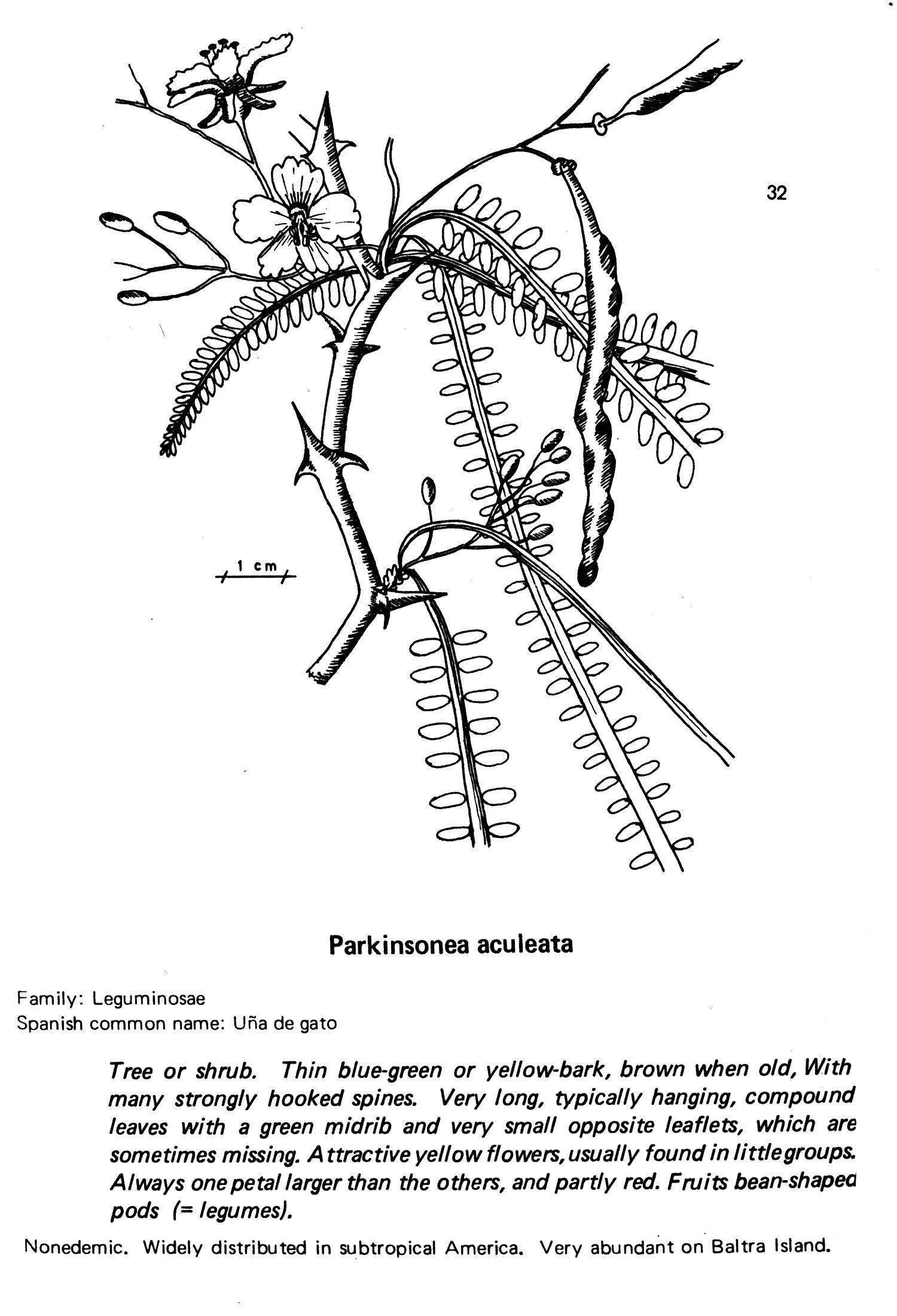
Jerusalemsdorn (Parkinsonia aculeata), Illustration

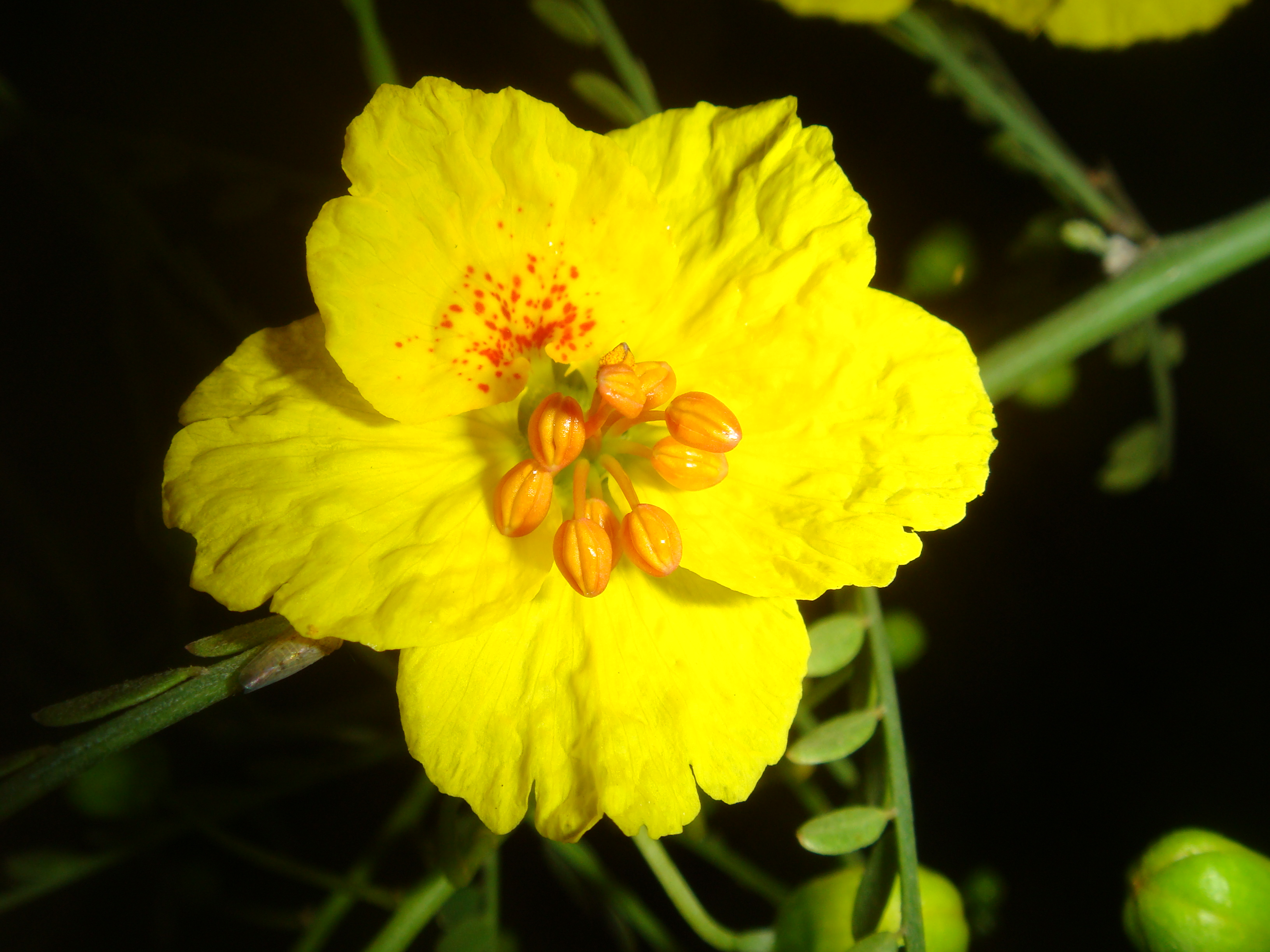
Blüte im Detail von Parkinsonia florida

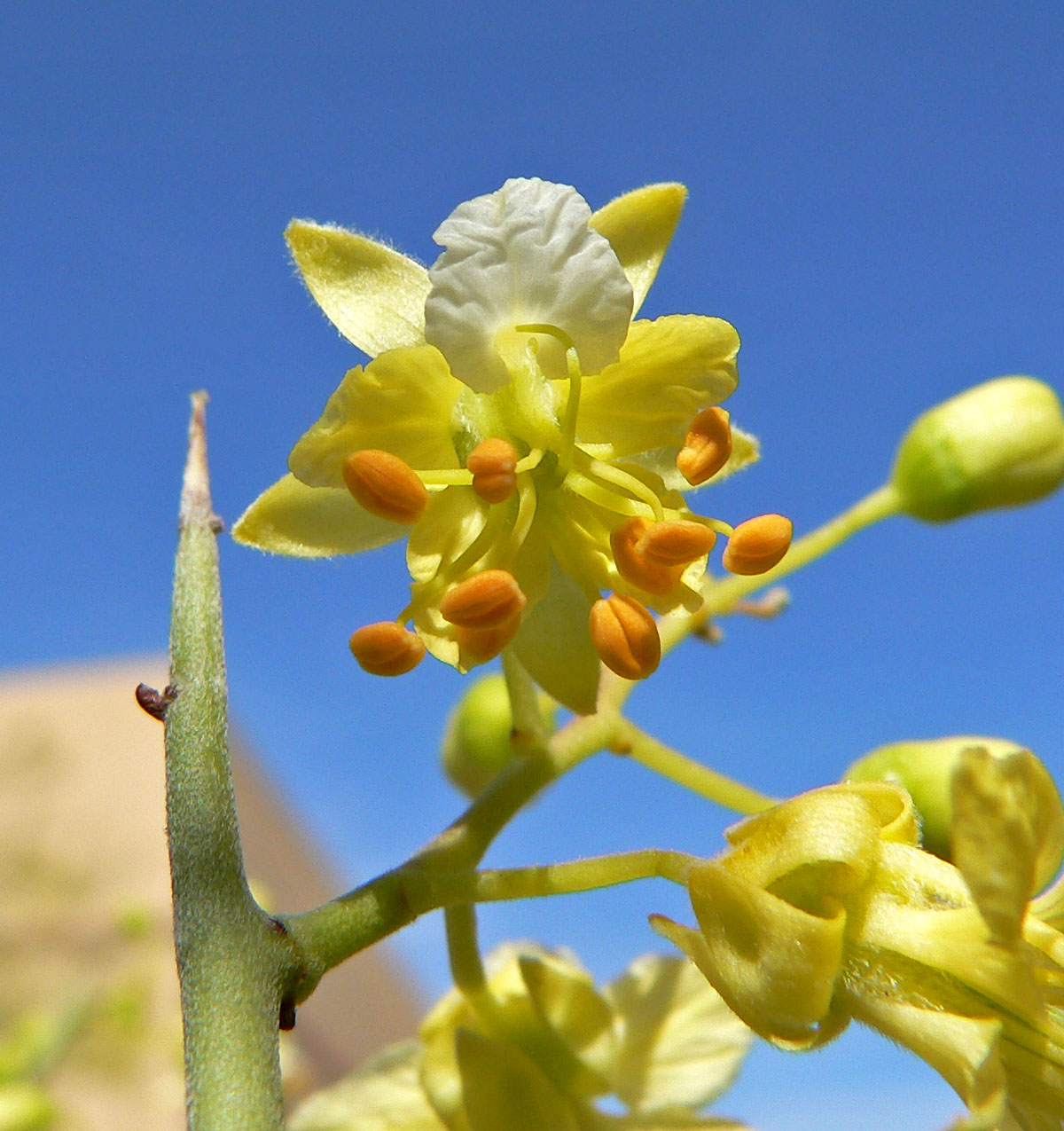
Blüte im Detail von Parkinsonia microphylla

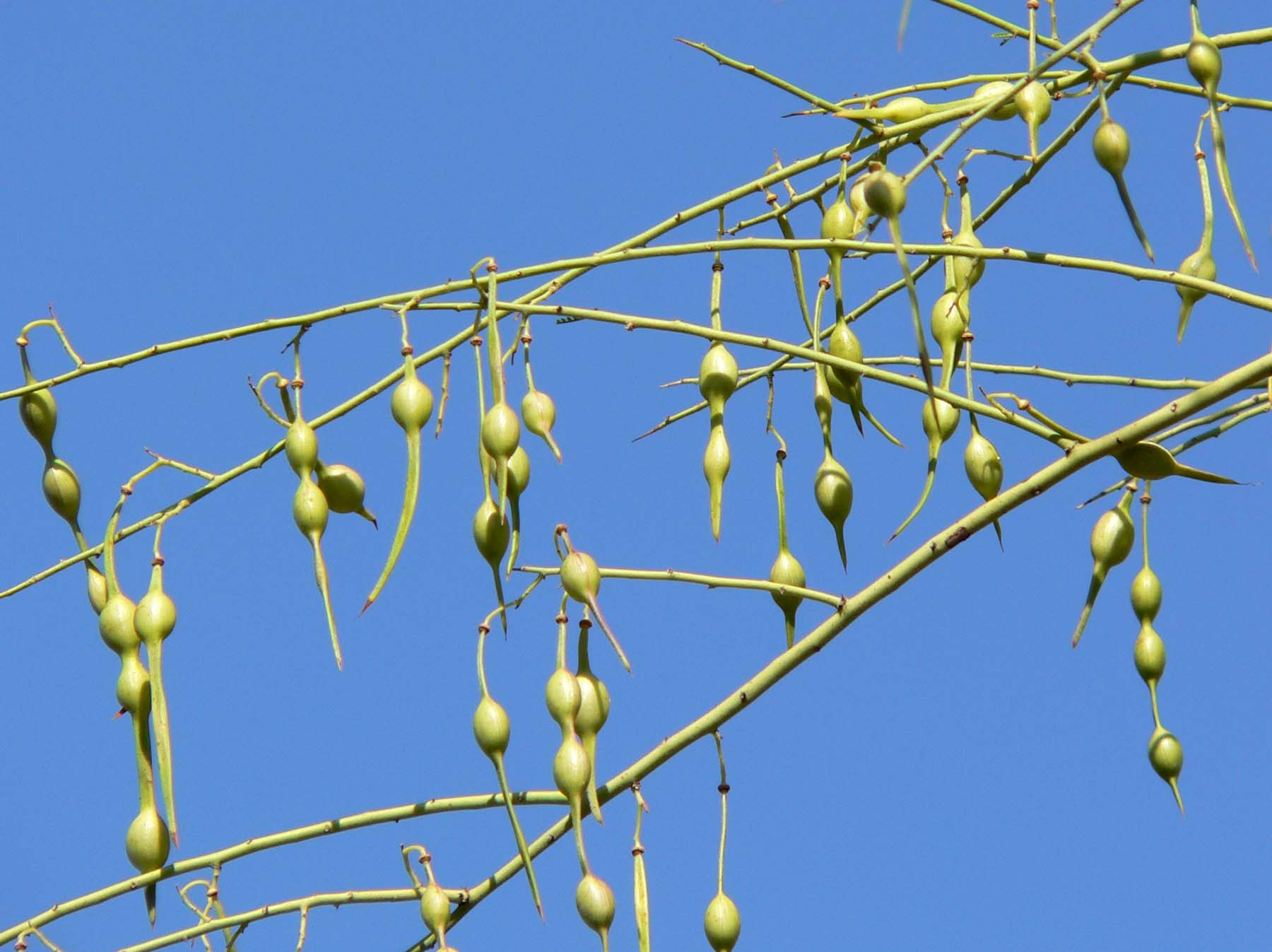
Zweige mit unreifen Früchten von Parkinsonia microphylla

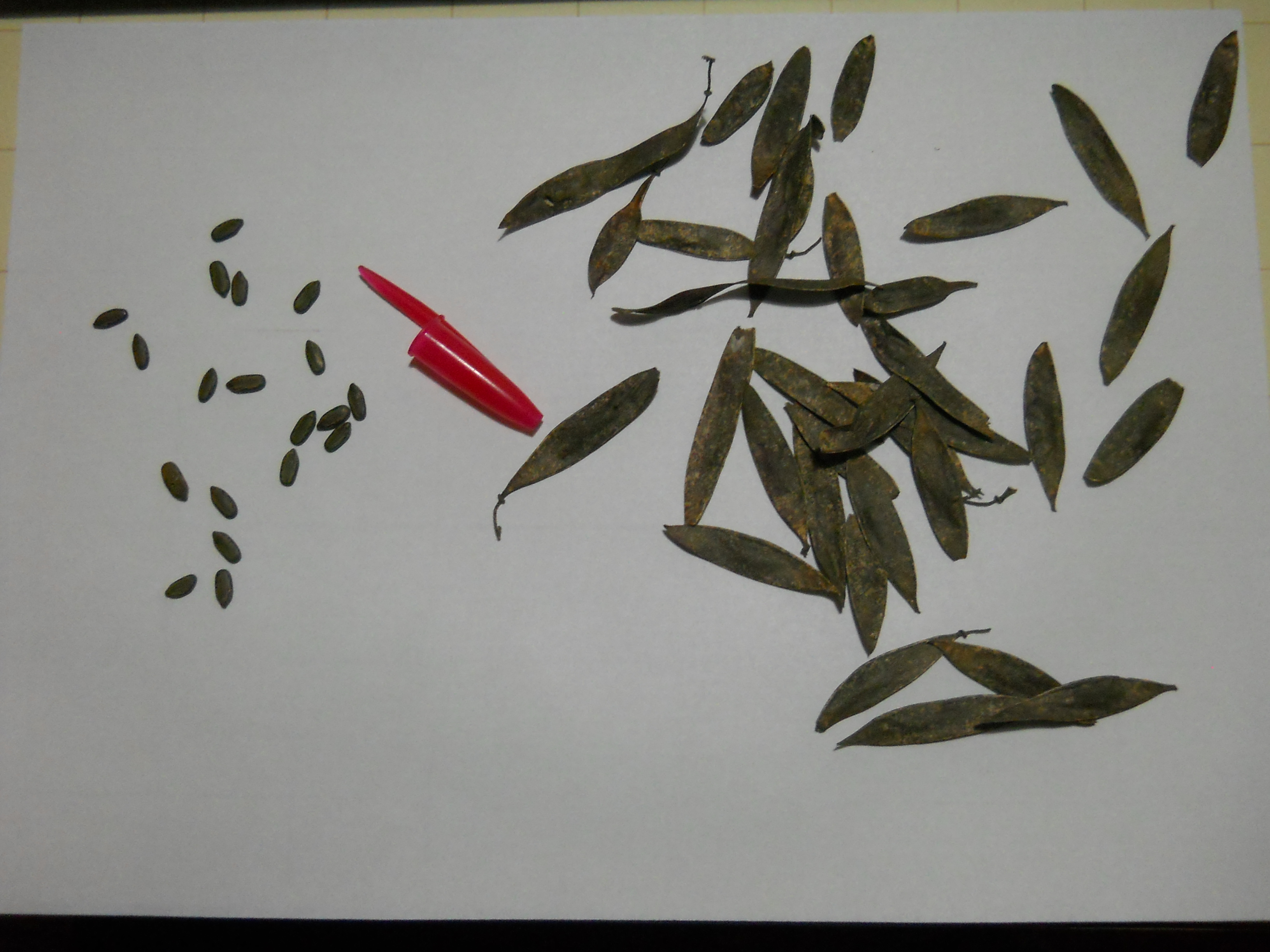
Hülsenfrüchte und Samen von Parkinsonia praecox

### Vegetative Merkmale
Die Parkinsonia-Arten sind große Sträucher oder kleine Bäume, die Wuchshöhen von 5 bis 12 Metern erreichen. Sie besitzen offene, lichte, dornenbewehrte Baumkronen. Ihre Rinde ist grün. 
In der Trockenzeit werfen sie ihr Blattwerk ab. Die wechselständigen Laubblätter sind doppelt gefiedert mit zwei bis sechs Fiedern erster Ordnung und zahlreichen kleinen Fiederblättchen. Sie enden mit einer Stachelspitze. Sie bilden sich nach Einsetzen der Regenfälle, bleiben aber meist nur kurze Zeit bestehen. Der Großteil der Photosynthesetätigkeit wird bei Trockenheit von den grünen Zweigen und Ästen übernommen. Die Nebenblätter sind vielgestaltig: winzig, schuppenförmig oder manchmal zu Dornen umgebildet. 

### Generative Merkmale
Die Blüten stehen in seitenständigen, traubigen Blütenständen zusammen mit kleinen Hochblättern. 
Die zwittrigen Blüten sind (mehr oder weniger) zygomorph und fünfzählig. Die fünf Kelchblätter sind schwach ungleich und überdecken sich dachziegelartig. Die fünf gelben oder weißen Kronblätter sind schwach ungleich. Die zehn Staubblätter sind frei. Der Fruchtknoten enthält viele Samenanlagen. Der Griffel ist dünn.
Die Hülsenfrüchte enthalten mehrere (meist ein bis zehn) Samen.

## Systematik und Verbreitung
Die Gattung Parkinsonia wurde 1753 von Carl von Linné  in seinem Werk Species Plantarum aufgestellt. Der Gattungsname Parkinsonia ehrt den englischen Botaniker John Parkinson (1567–1629). Synonyme für Parkinsonia L. sind: Cercidiopsis Britton & Rose, Cercidium Tul., Peltophoropsis Chiov., Rhetinophloeum H.Karst.
Die Gattung Parkinsonia gehört zur Tribus Caesalpinieae in der Unterfamilie Caesalpinioideae innerhalb der Familie Fabaceae. 
Die zwei bis zehn (bis 14) Arten der Gattung Parkinsonia können nach dem Vorkommen in Afrika oder in der Neuen Welt in zwei Gruppen aufgeteilt werden:
In Afrika vorkommend
- Parkinsonia africana Sond.: Sie ist im südlichen Afrika von Botswana und Namibia bis Südafrika verbreitet.
- Parkinsonia anacantha Brenan: Sie kommt in Kenia vor.
- Parkinsonia raimondoi Brenan: Sie kommt in Somalia vor.
- Parkinsonia scioana (Chiov.) Brenan: Sie ist in Ostafrika von Dschibuti, Äthiopien, Somalia bis Kenia verbreitet.

In der Neotropis vorkommend
- Jerusalemsdorn (Parkinsonia aculeata L., Syn.: Parkinsonia spinosa, Parkinsonia thornberi M.E.Jones): Sie ist in den US-Bundesstaaten Texas sowie Arizona, südwärts bis Argentinien, Galapagos-Inseln verbreitet; sie ist in vielen Gebieten Asiens, Afrikas und Australiens ein Neophyt.
- Parkinsonia carterae Hawkins: Sie ist vom westlichen Mexiko südwärts bis Ekuador  verbreitet.
- Parkinsonia florida (Benth. ex A.Gray) S.Watson, (Syn.: Parkinsonia torreyana S.Watson, Cercidium floridum Benth. ex A.Gray): Sie vom südlichen Kalifornien, Arizona und der Südspitze Nevadas bis ins nordwestliche Mexiko verbreitet.
- Parkinsonia microphylla Torr. (Syn.: Cercidium microphyllum (Torr.) Rose & I. M. Johnst.): Sie ist vom südlichen Kalifornien und Arizona bis ins nordwestliche Mexiko verbreitet.
- Parkinsonia praecox (Ruiz & Pav.) Hawkins (Syn.: Cercidium praecox (Ruiz & Pav.) Harms): Sie ist von Mexiko südwärts bis Argentinien verbreitet.
- Parkinsonia texana (A.Gray) S.Watson (Syn.: Cercidium texanum A.Gray): Sie ist von Texas bis ins nordöstliche Mexiko verbreitet.

Die meisten amerikanischen Arten sind dort als „Palo Verde“ bekannt, Spanisch für „grüner Stock“ – eine Anspielung auf den charakteristischen grünen Stamm, dessen Rinde photosynthetische Aufgaben übernimmt.